# Grabhügel von Utbjoa
Die fünf Grabhügel von Utbjoa liegen auf Felsen oder Hügeln mit Blick auf den Vindafjord, nordwestlich von Utbjoa in der Kommune Vindafjord in der Fylke Rogaland in Norwegen. 

## Eigenschaften
Die meisten der fünf Grabhügel sind stark bewachsen haben große Krater auf der Oberseite und im Gelände schwer zu erkennen. In einer der Rösen befindet sich eine offene Steinkiste aus großen Platten. Es wird angenommen, dass sie aus der Bronzezeit stammt. Die Rösen variieren in der Größe zwischen 8,0 und 12,0 Meter im Durchmesser und in der Höhe von 1,0 bis 1,5 Meter.
In der Nähe der Rösen liegen mehrere Aufschlüsse mit Felsritzungen. Dargestellt sind Schälchen von etwa 5–8 cm Durchmesser und 1 bis 3 cm Tiefe und Schiffe.
Am Anfang des Fußweges, der zu den Cairns führt, sind in der kleinen Bucht Reste dreier Nausts (Bootshäuser) als Grundmauern erhalten. Sie sind 10,0 bis 20,0 Meter lang, können aber im hohen Gras schwer erkannt werden.

## Koordinaten
- Grabhügel KMS 66423-1: 59° 41′ 7,8″ N, 5° 36′ 20,4″ O
- Grabhügel KMS 66424-1: 59° 40′ 55,2″ N, 5° 36′ 56,6″ O
- Grabhügel KMS 25526-1: 59° 41′ 5,8″ N, 5° 36′ 14″ O
- Grabhügel KMS 6443-1: 59° 41′ 7,5″ N, 5° 36′ 17,9″ O
- Grabhügel KMS 6445-1: 59° 41′ 2″ N, 5° 36′ 47,2″ O